# جوسيف ويت
جوسيف ويت (بالألمانية: Josef Witt)‏ هو مغني ومغني أوبرا نمساوي، ولد في 17 مايو 1901 في ميونخ في ألمانيا، وتوفي في 3 يناير 1994 في فيينا في النمسا.